# Karangturi (Kroya)
Karangturi is een bestuurslaag in het regentschap Cilacap van de provincie Midden-Java, Indonesië. Karangturi telt 3226 inwoners (volkstelling 2010).